# Bloomberg Businessweek
Bloomberg Businessweek, ranije poznato kao BusinessWeek (i pre toga kao Business Week i The Business Week), je američki mesečni poslovni magazin koji se objavljuje 12 puta godišnje. Od 2009, magazin je u vlasništvu njujorškog preduzeća Bloomberg L.P. Časopis je debitovao u Njujorku u septembru 1929.
Bloomberg Businessweek poslovni časopis je lociran u Blumberg tornju, 731 Leksington avenija, Menhetn u Njujorku, a tržišni magazini se nalaze u zgradi Citigroup Center, 153 Istočna 53. ulica između Leksingtona i Treće avenije, Menhetn u Njujorku.

## Istorija
The Business Week je prvi put objavljen u Njujorku u septembru 1929. godine, nekoliko nedelja pre pada berze 1929. godine. Časopis je davao informacije i mišljenja o tome šta se u to vreme dešavalo u poslovnom svetu. Rani delovi časopisa uključivali su marketing, rad, finansije, menadžment i Vašingtonsku perspektivu, što je The Business Week učinilo jednom od prvih publikacija koje pokrivaju nacionalna politička pitanja koja su direktno uticala na poslovni svet.
Naziv časopisa je skraćen na Business Week 1934. godine. Business Week je prvobitno objavljen kao resurs za poslovne menadžere. Međutim, tokom 1970-ih, časopis je promenio svoju strategiju i dodao potrošače van poslovnog sveta. Prema podacima iz 1975. godine, časopis je imao više reklamnih stranica godišnje nego bilo koji drugi časopis u Sjedinjenim Državama.
Godine 1976. i 1977, naziv časopisa je promenjen iz Business Week u BusinessWeek. Businessweek je počeo da objavljuje svoju godišnju rang listu MBA programa poslovnih škola Sjedinjenih Država 1988. godine.
Steven B. Šepard je bio glavni urednik od 1984. do 2005. kada je izabran za dekana osnivača Fakulteta za novinarstvo CUNY. Pod Šepardom, čitalačka publika je narasla na više od šest miliona u kasnim 1980-im. Nasledio ga je Stiven Dž. Odler iz The Wall Street Journal. Godine 2006, Businessweek je počeo da objavljuje godišnju rang listu dodiplomskih poslovnih programa pored liste MBA programa.

## Literatura
- Coy, Peter; Ellis, James; Dwyer, Paula; Weber, Joel (20. 12. 2019). „Businessweek at 90: Covering Business Through the Decades”. Bloomberg Businessweek. Приступљено 14. 6. 2020.
- Whittick, Olivia (28. 6. 2018). „Graphic Times WIth New York Times Designer Tracy Ma: On Garbage Design, Font Punchlines, and Fruitful Tension”. Ssense (на језику: енглески).

## Spoljašnje veze
- Zvanični veb-sajt